# Boudica: A háború istennője
A Boudica: A háború istennője (eredeti cím: Boudica) 2023-ban bemutatott brit akció filmdráma, amelyet saját forgatókönyvéből Jesse V. Johnson rendezett. A főbb szerepben Olga Kurylenko látható.
Az Amerikai Egyesült Államokban 2023. október 27-én, míg az Egyesült Királyság 2023. október 30-án mutatták be az Amazon Prime Videon. Általánosságban vegyes visszajelzéseket kapott a kritikusoktól.

## Cselekmény
Prasutagus és felesége, Boudica az Iceni nép királya és királynője. A király római katonák keze által hal meg, így Boudica királysága férfi örökös nélkül marad, a rómaiak pedig elkobozzák földjét és vagyonát, ezzel háborút indítva.

## Szereplők
| Szerep         | Színész        | Magyar hang   |
| -------------- | -------------- | ------------- |
| Boudica        | Olga Kurylenko | Pikali Gerda  |
| Prasutagus     | Clive Standen  | Dózsa Zoltán  |
| Wolfgar        | Peter Franzén  | Papp Dániel   |
| Cartimanda     | Lucy Martin    |               |
| Catus Decianus | Nick Moran     | Dévai Balázs  |
| kézbesítő      | Andy Beckwith  | Faragó András |
| Ciaran         | Leo Gregory    |               |
| Nero császár   | Harry Kirton   |               |
| Rosmerta       | Rachel Wilden  |               |

### Magyar változat
- Bemondó: Korbuly Péter

## A film készítése
A forgatás az Egyesült Királyság különböző helyszínein zajlott. A filmes stábot az ipswichi Szent Lőrinc-templomban látták forgatni. A kör alakú ház jeleneteit Hadleigh-ben forgatták.

## Bemutató
A film 2023. október 30-án jelent meg az Amazon Prime Videón.
A Boudica az Egyesült Királyságban elérhetővé vált a Netflixen. A „Háború istennője” alcím nélkül szerepelt a listán.

## Fogadtatás
A Rotten Tomatoes weboldal 40%-os értékelést kapott 15 kritika alapján, az átlagértékelése 4,3 pont a 10-ből. A New York-i Bilge Ebiri az egyik kritikájában a következőket írta: „Ez olyan, mint egy kisboltos Rettenthetetlen: lehet, hogy nem olyan lendületes, mint a régi vágású akciófilmek, de attól még izgalmas és erőteljes, tele vérfagyasztó, faltól falig tartó erőszakkal.”